# Fetalt alkoholsyndrom
Fetalt alkoholsyndrom, alkoholfetopati eller FAS är ett syndrom som uppkommer på grund av att kvinnan dricker alkohol under graviditeten. FAS är en medicinsk diagnos, ICD10: Q86.0.  
Fetala alkoholspektrumstörningar eller FASD är sedan 2004 ett vedertaget samlingsnamn i forskningslitteraturen för olika typer och grader av skador på fostret som man tror skulle kunna ha orsakats av mammans alkoholkonsumtion under graviditeten. FAS ingår i den bredare kategorin FASD. FASD räknas inte som en diagnos i Sverige idag, FAS är sedan länge en etablerad medicinsk diagnos.
Till den breda kategorin FASD räknas förutom FAS även partiellt fetalt alkoholsyndrom (partial FAS, pFAS), alkoholrelaterade missbildningar, (alcohol-related birth defects, ARBD), och alkoholrelaterade utvecklingsneurologiska funktionsstörningar (alcohol-related neurodevelopmental disorder, ARND). Med undantag för FAS är tillstånden ofullständigt beskrivna och används inte som diagnoser. FASD, FAS och insatser vid sådana tillstånd har granskats i en systematisk litteraturöversikt (forskningssammanställning) från den svenska myndigheten SBU.

## Förekomst
Exakt hur stor konsumtion och mängd som krävs för att barnet ska utveckla FAS är okänt, dock vet man att alkohol under graviditeten kan leda till permanenta skador, bland annat missbildningar. Alkoholen i moderns blod passerar obehindrat moderkakan (placentan) och når fostret.
Folkhälsomyndigheten anger år 2019 att man i Sverige uppskattar att det föds mellan 100 och 200 barn årligen med FAS och mellan 400 och 1 000 barn med lägre grader av alkoholrelaterade skador (FASD).
Men de flesta barn som föds efter att ha utsatts för alkohol under fostertiden uppfyller inte kriterierna för FAS. Sedan 2004 används samlingsbeteckningen FASD för ett antal olika tillstånd hos barnet som misstänks ha orsakats av moderns alkoholkonsumtion under graviditeten. Men det kan finnas många tänkbara orsaker till sådana tillstånd, och det är svårt att vetenskapligt slå fast om det är just alkoholskador från fostertiden som tillståndet beror på. 
Det går inte att avgöra hur många människor i Sverige som uppfyller kriterierna för olika FASD-tillstånd . Siffrorna varierar kraftigt mellan studier. I fråga om diagnosen FAS registreras ett tiotal nya fall per år bland barn som är födda i Sverige, men det kan också finnas många fall av FAS som inte har registrerats.  En äldre svensk studie  angav att 1,7 av tusen födda hade fullt utvecklat FAS och ungefär lika många hade mindre uttalade tillstånd, som i studien tolkades som fetal alcohol effects, FAE, en äldre benämning. Nyare studier har gjorts i andra länder, bland annat i Italien 2006, Philip May et al. där man fann att 2-4,5% av barnen i studien hade FASD. I Sydafrika fann samma forskare 2002 att 6,8-8,9% hade FASD.

## Symtom
FAS kan ge upphov till både fysiska och psykiska skador, i stort sett samtliga kroppens och hjärnans funktioner kan påverkas.  
Barn med FAS har ofta låg födelsevikt och litet, ibland asymmetriskt, huvud. Bland de specifika ansiktsdrag som ingår i diagnosen är korta ögonspringor, lång överläpp med utslätad läppfåra och smalt läpprött de vanligaste. Barn med FAS har ofta svårigheter med mat och sömn. Fysiska skador, både på yttre och inre organ, är vanligt. Försämrad motorik och balans, syn- och hörselproblem är också vanligt. Barn med FAS är ofta överaktiva och har svårt med koncentrationen vilket leder till att de ofta diagnostiseras med ADHD. Ofta innebär FAS även inlärningssvårigheter, dåligt närminne och bristande logisk förmåga. Personer med FAS har ofta svårigheter med socialt samspel, empatisk förmåga, distanslöshet etc. 

## Diagnoskriterier för FAS
- Tillväxthämning prenatalt och/eller postnatalt
- Symtom från hjärnan och centrala nervsystemet
- För FAS typiska ansiktsdrag

Riktlinjer för att diagnosticera FAS (fetalt alkoholsyndrom) samt övriga tillstånd under paraplybeteckningen FASD (fetala alkoholspektrumstörningar) har främst tagits fram i USA och Kanada. I de ursprungliga kriterierna för diagnosen FAS krävdes att moderns alkoholintag under graviditeten kunde dokumenteras. I takt med att ny vetenskaplig forskning och kliniska erfarenheter tillkommit har diagnosmetoder och riktlinjer reviderats. Sedan 2016 är Updated Clinical Guidelines for Diagnosing Fetal Alcohol Spectrum Disorders etablerade internationellt [Hoyme HE, Kalberg WO, Elliot AJ, et al. Pediatrics 2016, 138(”):e20154256). Dessa riktlinjer omfattar de fyra olika tillstånden under FASD-paraplyet; FAS (fetal alcohol syndrome), pFAS (partial FAS), ARND (alcohol-related neurodevelopmental disorder) alternativt ND/PAE (neurobehavioral disorder associated with prenatal alcohol exposur), samt ARBD (alcohol-related birth defects). 
Enligt riktlinjerna kan diagnosen FAS och även pFAS i visa fall ställas utan att alkoholkonsumtion under graviditeten kunnat dokumenteras.   

## Hjälp och stöd
De flesta tillstånd inom FASD är på forskningsstadiet  (med undantag för FAS). Därför finns det få välgjorda forskningsstudier som har undersökt om olika insatser kan hjälpa personer med tillstånd som stämmer på en viss beskrivning inom FASD-kategorin. I en familj där ett barn uppfyller kriterierna kan identifiering av FASD väcka blandade känslor hos föräldrar, som både skuld och lättnad. 
Men SBU skriver i sin sammanställning av forskningen  att oavsett vad man kallar ett tillstånd är det angeläget att försöka hjälpa barn och familjer utifrån deras problem och individuella behov.  Ett antal insatser som skulle kunna vara aktuella vid FASD har utvärderats vid andra tillstånd. Studier av enstaka insatser tyder på att det är möjligt att på olika sätt hjälpa barn med FASD, till exempel i skolarbetet.  Men det behövs mer kunskap om hur man bäst hjälper barnen att fungera och må så bra som möjligt, och den kunskap som finns behöver spridas. Enligt SBU-rapporten upplever personer med FASD och deras föräldrar att mycket kan förbättras i fråga om kunskap om tillstånden samt förståelse och stöd inom hälso- och sjukvården, socialtjänsten och skolan.